# News every. (テレビ信州)
『テレビ信州news every.』（ニュース・エブリィ）は、2019年4月1日からテレビ信州で生放送されている夕方のローカルニュース番組である。

## 概要
2007年10月1日から2019年3月29日まで放送されていた『TSB NEWS 報道ゲンバ → 報道ゲンバ Face』の後継番組。なお、夕方ローカルニュースの題名が全国ニュースと同じになるのは『TSB Newsリアルタイム』（2006年4月3日 - 2007年9月28日）以来11年半ぶりである。
2024年4月1日放送分から『ゆうがたGet!&every.』の18時台ローカルニュース枠として放送されている。

## 出演者
※気象予報士以外の人物は出演当時を含め、全員テレビ信州アナウンサー。

### メインキャスター
| 期間      | 期間      | 男性              | 男性              | 男性              | 女性                                    | 女性                                    | 女性                                    |
| 期間      | 期間      | 月・火曜          | 水曜              | 木・金曜          | 月・火曜                                | 水曜                                    | 木・金曜                                |
| --------- | --------- | ----------------- | ----------------- | ----------------- | --------------------------------------- | --------------------------------------- | --------------------------------------- |
| 2019.4.1  | 2021.1.29 | 菅野直道          | （不在）          | 厚芝智行          | 藤原里瑛                                | 藤原里瑛 鈴木恵理香                     | 鈴木恵理香                              |
| 2021.2.1  | 2021.3.26 | 菅野直道          | （不在）          | 菅野直道          | 藤原里瑛                                | 藤原里瑛 鈴木恵理香                     | 鈴木恵理香                              |
| 2021.3.29 | 2021.5.10 | 菅野直道          | （不在）          | 菅野直道          | 鈴木恵理香                              | 鈴木恵理香 齋藤沙弥香                   | 齋藤沙弥香                              |
| 2021.5.11 | 2022.4.1  | 宮里伸哉          | （不在）          | 菅野直道          | 鈴木恵理香                              | 鈴木恵理香 齋藤沙弥香                   | 齋藤沙弥香                              |
| 2022.4.4  | 2023.3.31 | 宮里伸哉 菅野直道 | 宮里伸哉 菅野直道 | 宮里伸哉 菅野直道 | 鈴木恵理香 齋藤沙弥香                   | 鈴木恵理香 齋藤沙弥香                   | 鈴木恵理香 齋藤沙弥香                   |
| 2023.4.3  | 現在      | 菅野直道          | 菅野直道          | 菅野直道          | 鈴木恵理香 齋藤沙弥香 稲葉陽子 小椿希美 | 鈴木恵理香 齋藤沙弥香 稲葉陽子 小椿希美 | 鈴木恵理香 齋藤沙弥香 稲葉陽子 小椿希美 |

### 解説委員
- 伊東秀一

### お天気コーナー
- 鈴木智恵（気象予報士）

## 放送時間
- 月曜 - 金曜　18:15 - 19:00

## TSB歴代夕方のニュース
- 1987年10月19日 - 1989年3月31日：『信州TODAY』
- 1989年4月3日 - 1989年9月30日：『TSBニュースシャトル』
- 1989年10月2日 - 1991年3月29日：『TSB 600ステーション』（ここまでANN主体）
- 1991年4月3日 - 2006年3月31日：『ニュースプラス1信州』（ここからNNN主体）
- 2006年4月3日 - 2007年9月28日：『TSB Newsリアルタイム』
- 2007年10月1日 - 2014年9月26日：『TSB NEWS 報道ゲンバ』
- 2014年9月29日 - 2019年3月29日：『報道ゲンバ Face』
- 2019年4月1日 - 現在：『news every.』